# اریک دی مکو
اریک دی مکو (به فرانسوی: Éric Di Meco) بازیکن فوتبال و مدافع اهل فرانسه است که از سال ۱۹۸۹ تا ۱۹۹۶ میلادی عضو تیم ملی فوتبال فرانسه بوده‌است. وی در ۲۳ بازی ملی حضور داشته است و در بازی‌های ملی‌اش گلی به ثمر نرساند.
از باشگاه‌هایی که در آن بازی کرده‌است می‌توان به باشگاه فوتبال نانسی اشاره کرد.